# Hang Fire
〈Hang Fire〉는 1981년 음반 《Tattoo You》에 수록된 영국의 로큰롤 밴드 롤링 스톤스의 곡이다.
믹 재거와 키스 리처즈가 쓴 〈Hang Fire〉는 빠른 속도의 업템포 로큰롤 트랙으로 1970년대 영국의 경제 쇠퇴를 정면으로 향한 날카롭고 풍자적인 가사로 행복한 박자를 경시한다.
그 노래는 당시의 영국 사회를 처량하게 바라보는 것이다. 이 가사는 영국 사회에서 출세할 수 있는 유일한 방법인 상류층으로 시집가려고 하기보다는 차라리 말에게 내기를 거는 실업자 영국인을 한탄한다.
이 곡은 밴드가 노골적으로 정치적 노래를 작곡한 몇 안 되는 곡 중 하나이며, 싱글의 북미 발매 기간 동안 밴드가 유럽을 순회하고 있었음에도 불구하고 영국에서 싱글로 발매된 적이 없다는 점이 눈에 띈다. 영국 사회에 대한 서정적인 아이러니와 논평은 〈Mother's Little Helper〉, 〈19th Nervous Breakdown〉, 〈Street Fighting Man〉과 같은 60년대 그룹의 사회적으로 더 논쟁적인 노래들을 떠올리게 한다.
리처즈는 1981년 《롤링 스톤》와의 인터뷰에서 트랙에 대한 질문을 받았는데, 그는 트랙이 영국 및 "돈이 빠듯해졌을 때 영국을 쇠퇴하게 만들었던 "미운 정치인"들과 관련이 있다고 인정했다.
제목 표현인 "hang fire"(공식적 정의로)는 아무것도 하지 않고, 미루거나, 기다리거나, 참거나, 주저하는 것을 의미한다. 이 구절은 원래 퍼커션 캡이나 부싯돌 같은 골동품 형태의 발화기를 사용하는 총이 방아쇠를 당길 때 실패하거나 발사가 현저하게 지연되는 경우를 가리킨다.
〈Hang Fire〉는 파리에서 열린 《Some Girls》 세션 동안 처음 쓰여지고 녹음되었다. 《Tattoo You》의 세 번째 싱글로 발매된 이 곡은 미국에서 라디오 히트곡이 되어 싱글 차트 20위에 올랐다. 이 노래는 1981년과 1982년의 롤링 스톤스 투어에서 많이 연주되었지만, 그 이후로 거의 연주되지 않았다. B-사이드인 〈Neighbours〉는 에어플레이 히트작이 될 것이고 이 노래를 위한 비디오도 만들어졌다.

## 대중문화에서의 사용
〈Hang Fire〉는 2010년 영화 《바운티 헌터》에서 편집된 형태로 들린다.